# Ordonnance du bien et interdiction du mal
 (octobre 2016).

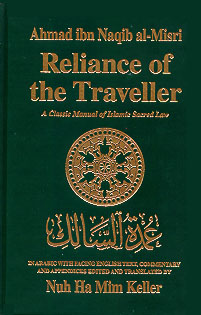
l'ordonnace du bien et l'interdiction du mal

L’ordonnance du bien et l’interdiction du mal (en arabe : الأمر بالمعروف والنهي عن المنكر, en persan : امر به معروف و نهی از منکر), est un devoir pour les musulmans, qui fait partie de la profession de foi des chiites duodécimains. Dans le sunnisme, on le désigne la hisba. Selon les interprétations, celui-ci peut être individuel (farḍ al-'ayn) ou collectif (farḍ al-kifāya). Dans ce dernier cas, il s’accomplit par délégation à des autorités compétentes.

## La nécessité
Ces deux responsabilités islamiques ont pour objectif la survie de la religion. L’Islam considère que tous les musulmans sont responsables de l'exécution des lois divines et qu’ils doivent exercer un contrôle sur la communauté et l’application des lois. Tout musulman a le devoir de bien agir, ainsi que d’obliger les autres à le faire. Il a également le devoir de combattre le mal, ainsi que d’interdire aux autres de le pratiquer. Ces devoirs constituent un élément fondamental de l’Islam et un des programmes du Coran.

## Ordonnance du bien et interdiction du mal d’après le Coran
Le Coran considère ses devoirs comme une lourde responsabilité et la raison de la supériorité des musulmans.
Dieu, déclare dans le Coran :
- Sourate 3.110 traduite par Hamidullah

« Vous êtes la meilleure communauté, qu'on ait fait surgir pour les hommes. Vous ordonnez le convenable, interdisez le blâmable et croyez à Allah. Si les gens du Livre croyaient, ce serait meilleur pour eux, il y en a qui ont la foi, mais la plupart d'entre eux sont des pervers. »

- Sourate 3.104 traduite par Hamidullah

« Que soit issue de vous une communauté qui appelle au bien, ordonne le convenable, et interdit le blâmable. Car ce seront eux qui réussiront. »

- Sourate 7:157 traduite par Hamidullah

« Ceux qui suivent le Messager, le Prophète illettré qu'ils trouvent écrit (mentionné) chez eux dans la Thora et l'Evangile. Il leur ordonne le convenable, leur défend le blâmable, leur rend licites les bonnes choses, leur interdit les mauvaises, et leur ôte le fardeau et les jougs qui étaient sur eux. Ceux qui croiront en lui, le soutiendront, lui porteront secours et suivront la lumière descendue avec lui ; ceux-là seront les gagnants. »

- Sourate 9:71 traduite par Hamidullah

« Les croyants et les croyantes sont alliés les uns des autres. Ils commandent le convenable, interdisent le blâmable accomplissent la Salât, acquittent la Zakât et obéissent à Allah et à Son messager. Voilà ceux auxquels Allah fera miséricorde, car Allah est Puissant et Sage. »

## Ordonnance du bien et interdiction du mal d’après les imams
- Ali ar-Rida a dit:

« Ordonnez le Bien et interdisez le mal, si vous ne respectez pas ces devoirs, les malfaisants vous domineront et ni les prières des bienfaisants, ni leurs lamentations, n’auront de résultat. »

- Mahomet a dit :

« Si mon peuple abandonnait ces devoirs, ce serait une déclaration de guerre à Dieu. »

Il a dit aussi: 

« Tant que mon peuple respectera le devoir d’ordonner le Bien et d'interdire le mal et tant que les musulmans seront unis, ils jouiront de la meilleure situation sociale et du plus grand respect. S’ils abandonnent ces devoirs, le bien–être et l’abondance disparaîtront de leur vie quotidienne, certains domineront les autres, sans qu’aucune aide ne leur vienne, ni du ciel, ni sur terre. »

« Celui qui ordonne le bien et interdit le blâmable est le lieutenant de Dieu sur terre et celui de son Messager ainsi que son livre. »

- L’imam Sâdiq dit :

« L’ordonnance du bien et l’interdiction du blâmable sont deux créatures de Dieu. Celui qui se portera à leurs secours, Dieu le rendra fort et celui qui les délaissera, Dieu le délaissera. »

- L’Imam Hasan al-Askari a déclaré:

« N’abandonnez jamais l'ordre d’interdire le Mal et d’encourager le Bien, sinon vous serrez touchés par les pires malheurs. Celui qui voit le mal, doit l’arrêter de ses propres mains. Si c’est impossible, il doit le faire par ses paroles. Si cela est encore impossible, il devra continuer à vivre, rongé par le tourment. »

- L’imam Ali, a dit à ses disciples:

« Si vous êtes en danger, sacrifiez vos biens pour vous sauver la vie. Si un danger menace votre religion, sacrifiez votre vie pour sauver la religion. Le malheureux véritable est celui qui a perdu sa religion, le spolié véritable est celui à qui on arrache sa religion. »

## Les conditions de l’ordonnance du bien et l’interdiction du mal
Dans l'Islam, il existe des prérequis afin de pouvoir correctement réaliser ces deux préceptes. 
- Connaître ce qui est interdit et ce qui est obligatoire et s’assurer que la personne qui accomplit un acte blâmable est chargée d’obéir (à la condition qu’il ne soit pas fou, ignorant, excusé ou encore en dessous de l’âge de la puberté)
- Supposer que l’ordonnance du bien et l’interdiction du mal auront une influence sur la personne.
- Que l’ordonnance du bien ou l’interdiction du mal n’entraîne ni nuisance ni corruption.

## Les étapes de l’ordonnance du bien et interdiction du mal
Cette ordonnance islamique doit se faire par étapes : la première étape consiste à montrer le bien ou le mal d’une action par la parole. Il faut tout d'abord conseiller avec gentillesse de faire le bien ou d’abandonner le mal.
La deuxième étape consiste à interdire avec fermeté, tout acte répréhensible.
La troisième consiste, dans le cas où aucune de ces deux méthodes ne se serait avérée efficaces, à prendre toutes les mesures possibles et légales pour combattre le mal.
La quatrième étape, dans le cas où les conseils et la critique seraient restés sans résultat, et qu’il n’y aurait pas d’autre recours, consiste à avoir recours à la répression pour faire respecter des règles religieuses et à marginaliser le coupable en le mettant au ban de la société.